# Эйдлин, Самуил Матвеевич
Самуи́л Матве́евич Э́йдлин (идиш שמואל אײדלין‎ — Шмуэл Эйдлин, при рождении — Ерахмиэль Мордухович Эйдлин; 23 октября 1914, Баево, Горецкий уезд, Могилёвская губерния — 31 марта 1989, Куйбышев) — русский и еврейский советский прозаик, поэт, фронтовой корреспондент, детский писатель.

## Биография
Родился в местечке Баево в Горецком уезде Могилёвской губернии. Учился в Харьковском педагогическом институте профессионального образования. Работал ответственным секретарём в многотиражной газете Харьковской обувной фабрики № 5. Накануне Великой Отечественной войны Эйдлин вступил в Харькове в союз писателей, но в дальнейшем все документы, подтверждающие его членство в этой организации, были утеряны. В 1941 году ушёл на фронт: воевал в рядах Красной Армии, был фронтовым корреспондентом, в составе 1128-го стрелкового полка 76-й гвардейской дивизии дошёл до Берлина. После демобилизации он переехал в Куйбышев.
Потомки Самуила Эйдлина живут в Самаре, сын — Григорий Эйдлин — журналист, фотограф.

## Творчество
С детства писал стихи, первое стихотворение напечатал в 13 лет в харьковском журнале «Октябрьские всходы».
Стихи Самуила Эйдлина вошли в коллективный сборник на идише «Литкомюнг» (вышел в 1933 году, Харьков/Киев). Первый авторский сборник лирических стихотворений «Ин дэр шенстэр фун мэдинэс» («В лучшей из стран») вышел в 1939 году в Киеве в издательстве «Госнацмениздат». В 1940 году в том же издательстве вышла брошюра «Фрайнтшафт аф цофн» (дружба на севере, Нохум Соловей, Шмуэл Эйдлин).
После войны, когда публикации на идише в СССР были прекращены, писал на русском языке: стихи и прозу для детей, сатиру для взрослых. Печатался в «Библиотеке журнала „Крокодил“», журнале «Мурзилка». Много его книг вышло в местном Куйбышевском издательстве.
Принят в Союз писателей СССР в 1966 году, после положительных высказываний о его творчестве Сергея Михалкова и Самуила Маршака.